# 三田市立狭間中学校
三田市立狭間中学校（さんだしりつ はさまちゅうがっこう）は、兵庫県三田市にある公立中学校。

## 沿革
- 1983年 - 三田市立八景中学校から、分離し、開校。
- 1988年 - 生徒数増加に伴い、増築。
- 1990年 - 特殊学級設立。
- 1991年 - 三田市立富士中学校開校に伴い、校区変更。
- 1992年 - 生徒数増加に伴い、更に増築。
- 2010年 - 武道場増築。

## 部活動

### 運動部
- 野球部
- 陸上競技部
- 剣道部
- サッカー部
- ソフトテニス部
- バスケットボール部
- 女子バレーボール部

### 文化部
- 吹奏楽部
- 文芸部
- 技術部

## 周辺の施設
- 兵庫県立北摂三田高等学校
- 神戸電鉄公園都市線フラワータウン駅
- 三田市立狭間小学校

## 周辺の道路
- 兵庫県道720号テクノパーク三田線

## 通学区域が隣接している学校
- 三田市立富士中学校
- 三田市立八景中学校
- 神戸市立北神戸中学校